# Co Jang
Das Co Jang, auch Gliwang, Tjot Jang, Klewang Cok Jang, Klewang Tjok Jang, Klewang Tjok Jang, Tjo Jang, Tjok Ilang, Tjok Jang, Tioq Jang oder Tjot Jang, ist ein Schwert aus Sumatra. 

## Beschreibung
Das Co Jang hat eine einschneidige, leicht gebogene Klinge. Die Klinge wird vom Heft zum Ort breiter. Der Klingenrücken ist gerade und am Ort zur Schneide hin abgerundet. Das Heft hat kein Parier und besteht aus Holz oder Horn. Der Knauf ist ähnlich einem Huf geformt, eingekerbt und leicht gebogen. Es gibt keine typischen Scheiden für diesen Typ. Als Aufbewahrung und Schutz werden wahrscheinlich gewickelte Palmblätter benutzt oder eine Art Köcher aus Ziegenhaut. Die Klingen des Co Jang werden oft aus sehr feinem, hellem und dünnlagigem Pamor-Stahl (ähnlich Damaszenerstahl) hergestellt. Der Co Jang wird von Ethnien aus Sumatra benutzt.